# Johann Ahsbahs
Johann Ahsbahs (* 1777 in Steinburg; † 1848 ebenda) war ein holsteinischer Pferdehändler und Politiker.

## Leben
Die Vorfahren Johann Ahsbas stammten ursprünglich aus dem Kirchspiel Heiligenstedten, wo sie seit Mitte des 17. Jahrhunderts lebten. Der Großvater Jürgen Ahsbas zog nach dem Tod seiner Ehefrau nach Steinburg. Johann Ahsbas war das fünfte Kind seines gleichnamigen Vaters (1734–1818) und der Margaretha, geborene Dorns (1747–1818). Er hatte acht Geschwister, darunter Jürgen Ahsbas.
Johann Ahsbahs besuchte die Schule in Süderau und wurde dort konfirmiert. Er arbeitete im väterlichen Pferdehandel mit, bevor er sich mit 38 Jahren als Pferdehändler selbstständig machte. 1815 heiratete seine Schwester Catharina und verkaufte ihm aus diesem Anlass ein kleines bäuerliches Anwesen mit fünf Morgen Fläche bei der Steinburger Mühle für 11.600 Mark. Johann Ahsbahs heiratete am 8. Dezember 1815 Catharina geborene Hoffmann (* 1797), die 2000 Mark Mitgift in die Ehe einbrachte. Damit war er in der Lage, zusätzliche 11 Hektar Land zu erwerben. 1821 erwarb er zusätzlich die Nutzung (und Unterhaltung) des Hahnendeiches in Grevenkop. 1833 erwarb er weitere 18 Morgen und 1844 noch einmal 10 Morgen. Diese Flächen dienten der Erzeugung des Tierfutters, welches er als Pferdehändler benötigte.
Aus der Ehe gingen folgende Kinder hervor:
- Cäcilie (* 1816)
- Jürgen (* 1818)
- Margaretha (* 1820)
- Catharina (* 1822)
- Johanna (* 1824)
- Johann (* 1827)
- Carl (* 1829)
- Heinrich (* 1831)

1828 brannte sein Wohnhaus ab. Es wurde durch einen repräsentativen Neubau ersetzt, der auch als Gasthof diente, in dem die Kunden des Pferdehandels übernachteten. Am 22. Oktober 1833 wurde er für seine Verdienste um den Pferdehandel mit dem Dannebrogorden ausgezeichnet. Er gehörte dem Vorstand des Vereins zur Verbesserung der Pferdezucht in Itzehoe an.

## Politik
Bei der Wahl zur ersten Holsteinischen Ständeversammlung wurde er 1835 in der Wählergruppe der Besitzer kleinerer Güter im 6. Wahlbezirk in die Stände gewählt. In den Ständen nahm er keine führende Stelle ein. Die Ständezeitung protokolliert die Teilnahme an drei Landtagssessionen und 10 Wortmeldungen.